# Digital Equipment Corporation VT78
Digital Equipment Corporation VT78 (VT78) је професионални рачунар фирме Digital Equipment Corporation који је почео да се производи у САД током 1978. године.
Користио је Intersil/Harris 6100 микропроцесорску јединицу а RAM меморија рачунара је имала капацитет од 16k (DRAM). 
Као оперативни систем кориштен је OS/78 (проширена верзија PDP-8 оперативног система OS/8 version III).

## Детаљни подаци
Детаљнији подаци о рачунару VT78 су дати у табели испод.
|                       |                                                             |
| [ 1 ]                 |                                                             |
| Произвођач            |                                                             |
| Тип                   | професионални рачунар                                       |
| Меморија              | 16k ријечи DRAM                                             |
| Поријекло             | Сједињене Америчке Државе                                   |
| Година                | 1978                                                        |
| Тастатура             | тастатура са пуним помаком тастера са нумеричком тастатуром |
| Процесор              | 6100                                                        |
| Фреквенција процесора | 2,2                                                         |
| RAM                   | 16k ријечи DRAM                                             |
| ROM                   | непознато                                                   |
| Текст                 | непознато                                                   |
| Графика               | Нема                                                        |
| Боја                  | уграђени монохроматски VT52 терминал                        |
| Звук                  | непознато                                                   |
| Димензије             | 200 x 88 x 23 / 315 g                                       |
| Портови               |                                                             |
| Оперативни систем     | (проширена верзија оперативног система version )            |